# غايتانو ألدو دوناتو
غايتانو ألدو دوناتو (بالإنجليزية: Gaetano Aldo Donato)‏ هو كاهن كاثوليكي أمريكي، ولد في 1 أكتوبر 1940 في جيرسي سيتي في الولايات المتحدة، وتوفي في 25 أغسطس 2015.